# 1417
- Wikisource

| Calendário gregoriano                                                        | 1417 MCDXVII                                         |
| Ab urbe condita                                                              | 2170                                                 |
| Calendário arménio                                                           | 866 – 867                                            |
| Calendário bahá'í                                                            | -427 – -426                                          |
| Calendário budista                                                           | 1961                                                 |
| Calendário chinês                                                            | 4113 – 4114 Início a 18 de janeiro (aproximadamente) |
| Calendário copta                                                             | 1133 – 1134                                          |
| Calendário etíope                                                            | 1409 – 1410                                          |
| Calendários hindus - Vikram Samvat - Calendário nacional indiano - Cáli Iuga | 1472 – 1473 1338 – 1339 4517 – 4518                  |
| Calendário Holoceno                                                          | 11417                                                |
| Calendário islâmico                                                          | 820 – 821                                            |
| Calendário judaico                                                           | 5177 – 5178                                          |
| Calendário persa                                                             | 795 – 796                                            |
| Calendário rúnico                                                            | 1667                                                 |
| Calendário solar tailandês                                                   | 1960                                                 |

1417 (MCDXVII, na numeração romana) foi um ano comum do século XV do Calendário Juliano, da Era de Cristo, a sua letra dominical foi C (52 semanas), teve início a uma sexta-feira e terminou também a uma sexta-feira.
| Ano completo                       |
| ---------------------------------- |
| Ano comum com início à sexta-feira |

## Eventos
- 9 de novembro — Maomé VIII torna-se o 14.º sultão do Reino Nacérida de Granada; reinará com um interregno até 1429.
- 11 de Novembro — O Concílio de Constança elege Martinho V como papa pondo fim ao Grande Cisma do Ocidente..

## Nascimentos
- 23 de fevereiro — Papa Paulo II (m. 1471).
- Jöns Bengtsson Oxenstierna, arcebispo  e  regente da Suécia  (m. 1467).
- Niklaus von Flüe, santo suíço (m. 1487).
- Diego Hurtado de Mendoza y Suárez de Figueroa, nobre e político do Reino de Castela.

## Mortes
- 29 de abril — Luís II, Duque de Anjou (n. 1377).
- 18 de outubro — Papa Gregório XII.
- 9 de novembro — Iúçufe III, 13.º sultão do Reino Nacérida de Granada desde 1408  (n. 1376).
- 26 de dezembro — Leonor de Aragão, rainha de Chipre  (n. 1333).
- Guilherme II, duque da Baviera (também Guilherme VI da Holanda, Guilherme IV de Hainaut e Guilherme V da Zelândia; n. 1365).